# Prozencefal

Vezicula cerebrală primitivă

Prozencefalul  (din greaca proso - din fața, dinainte, + enkephalos - creier) sau creierul anterior reprezintă partea anterioară (rostrală) a encefalului care se dezvoltă din vezicula cerebrală primitivă anterioară (una din cele trei vezicule cerebrale primitive) ale tubului neural embrionar și cuprinde diencefalul și telencefalul.
Encefalul se formează din vezicula cerebrală primitivă, care în dezvoltarea sa în săptămâna a 4-a a vieții intrauterine se împarte, prin strangulări în trei vezicule cerebrale primitive: anterioară sau prozencefalul, mijlocie sau mezencefalul și posterioară sau rombencefalul. 
Ulterior în săptămâna a 5-a a vieții intrauterine prozencefalul se divide în telencefal și diencefal, iar rombencefalul în metencefal și mielencefal, pe când mezencefalul rămâne nedivizat; se formează astfel cinci veziculele  cerebrale.
Telencefalul dă naștere emisferelor cerebrale. Partea ventrală a telencefalului formează nucleii bazali, iar partea dorsală formează scoarța cerebrală sau palium. La nivelul telencefalului, canalul tubului neural dă naștere ventriculilor laterali (I și al II-lea).
Diencefalul formează, în partea dorsală, regiunea talamencefalică, iar în partea ventrală,  regiunea hipotalamică (subtalamică) - la  nivelul acestei vezicule,  canalul tubului neural  se lărgește și formează ventriculul al III-lea.
La 8 săptămâni in utero, prozencefalul se împarte în emisfera cerebrală stângă și dreaptă.
Când prozencefalul embrionar nu reușește să se împartă în emisfera cerebrală stângă și dreaptă, rezultă o anomalie - holoprozencefalia.